# Iso Arajärvi
Iso Arajärvi är en sjö i Finland. Den ligger i Vesilax kommun i landskapet Birkaland, i den södra delen av landet, 140 km nordväst om huvudstaden Helsingfors. Iso Arajärvi ligger 111,9 meter över havet. I omgivningarna runt Iso Arajärvi växer i huvudsak blandskog. Arean är 1,76 kvadratkilometer och strandlinjen är 15,91 kilometer lång. Sjön  ingår i Kumo älvs huvudavrinningsområde. 
Kivijärvi utgör den nordvästligaste delen av sjön.